# Christ Water Technology
Die Christ Water Technology AG (bis 2002 Christ AG) ist ein österreichisch-schweizerischer Wassertechnologiekonzern. Das Unternehmen mit Hauptsitz in Aesch/Schweiz entwickelt, plant, errichtet und betreut Rein- und Reinstwasseranlagen sowie Wasserrecycling-Anlagen für industrielle Kunden und Trinkwasser- und Abwasser-Aufbereitungsanlagen für Kommunen. Seit 2009 ist das Unternehmen Tochter der kanadischen GLV Gruppe.
Christ Water Technology beschäftigt rund 1500 Mitarbeiter und erwirtschaftete 2007 einen Umsatz von 278 Millionen Euro. Die Aktien waren zwischen November 2005 und September 2010 an der Wiener Börse notiert.

## Geschichte
Das Unternehmen wurde 1939 durch Theodor Christ in Basel als Handelshaus gegründet. 1952 erfolgte der Einstieg in den Anlagenbau für die Wasseraufbereitung als zweites Standbein. Die 1955 von einem Einzelunternehmen in eine Aktiengesellschaft umgewandelte Christ AG mit den Bereichen Wasseraufbereitung und Chemiehandel führte im Verlaufe der Jahre auf dem Gebiet der Wassertechnologie verschiedene Innovationen ein.
1992 führte ein Management-Buy-out zu neuen Besitzverhältnissen beim ehemaligen Familienunternehmen und zu einer strategischen Allianz mit der österreichischen BWT Gruppe. In der Folge wurde der Bereich Chemiehandel 1993 in die dafür neu gegründete eigenständige Christ Chemie AG ausgelagert. Diese wurde 1997 durch die Brenntag-Gruppe übernommen.
1996 wurde die Christ AG an der Schweizer Börse Swiss Exchange kotiert. Im Jahr 2000 übernahm BWT die Aktienmehrheit und im Jahr darauf auch die restlichen, im Streubesitz befindlichen Aktien. Schliesslich wurden die Aktien der Christ AG im Juli 2002 dekotiert.
Die Einbindung in die BWT Gruppe hatte verschiedene Strukturänderungen zur Folge. So entstand 2002 innerhalb von BWT die Christ Water Technology Group mit einer Aktiengesellschaft nach österreichischem Recht als Konzerndach der Christ Gruppe. Der operative Hauptsitz verbleibt dabei weiterhin in der Schweiz. 2004 folgte die Aufteilung der Christ AG in die Christ Pharma & Life Science AG und in die Christ Ultrapure Water AG, beide weiterhin Aktiengesellschaften nach Schweizer Recht mit Sitz in Aesch. Im November 2005 wurde Christ Water Technology wieder aus dem BWT-Konzern abgespalten und als eigenständiges Unternehmen mit einem breiten Streubesitz an die Wiener Börse gebracht.
Im Juli 2009 veräusserte das Unternehmen die Sparte Pharma & Life Science an die BWT Gruppe. Im September 2009 gab das kanadische Unternehmen GLV Inc. ein Übernahmeangebot für die Christ Water Technology bekannt; nach erfolgreichem Abschluss der Offerte erfolgte ein Squeeze-out und die Aktie wurde vom Handel an der Börse abgesetzt.